# Litoria ewingii
Espèce
Synonymes
- Hyla ewingii Duméril & Bibron, 1841
- Hyla parvidens Peters, 1874
- Hyla calliscelis Peters, 1874
- Hyla inguinalis Ahl, 1935
- Hyla ewingii iuxtaewingii Copland, 1957

Statut de conservation UICN

 LC  : Préoccupation mineure
Litoria ewingii est une espèce d'amphibiens de la famille des Pelodryadidae.

## Répartition

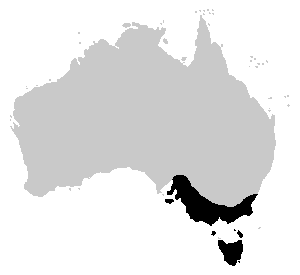
Distribution originelle de Litoria ewingii

Cette espèce se rencontre en Australie du niveau de la mer jusqu'à 1 200 m d'altitude :
- dans le Sud-Est de l'Australie-Méridionale ;
- le long de la côte sud de Victoria ;
- dans le Sud-Est de la Nouvelle-Galles du Sud ;
- en Tasmanie.

Sa distribution originelle représente 311 900 km2.
Elle a été introduite en Nouvelle-Zélande, dans l'île du Sud et dans le sud-ouest de l'île du Nord.

## Description

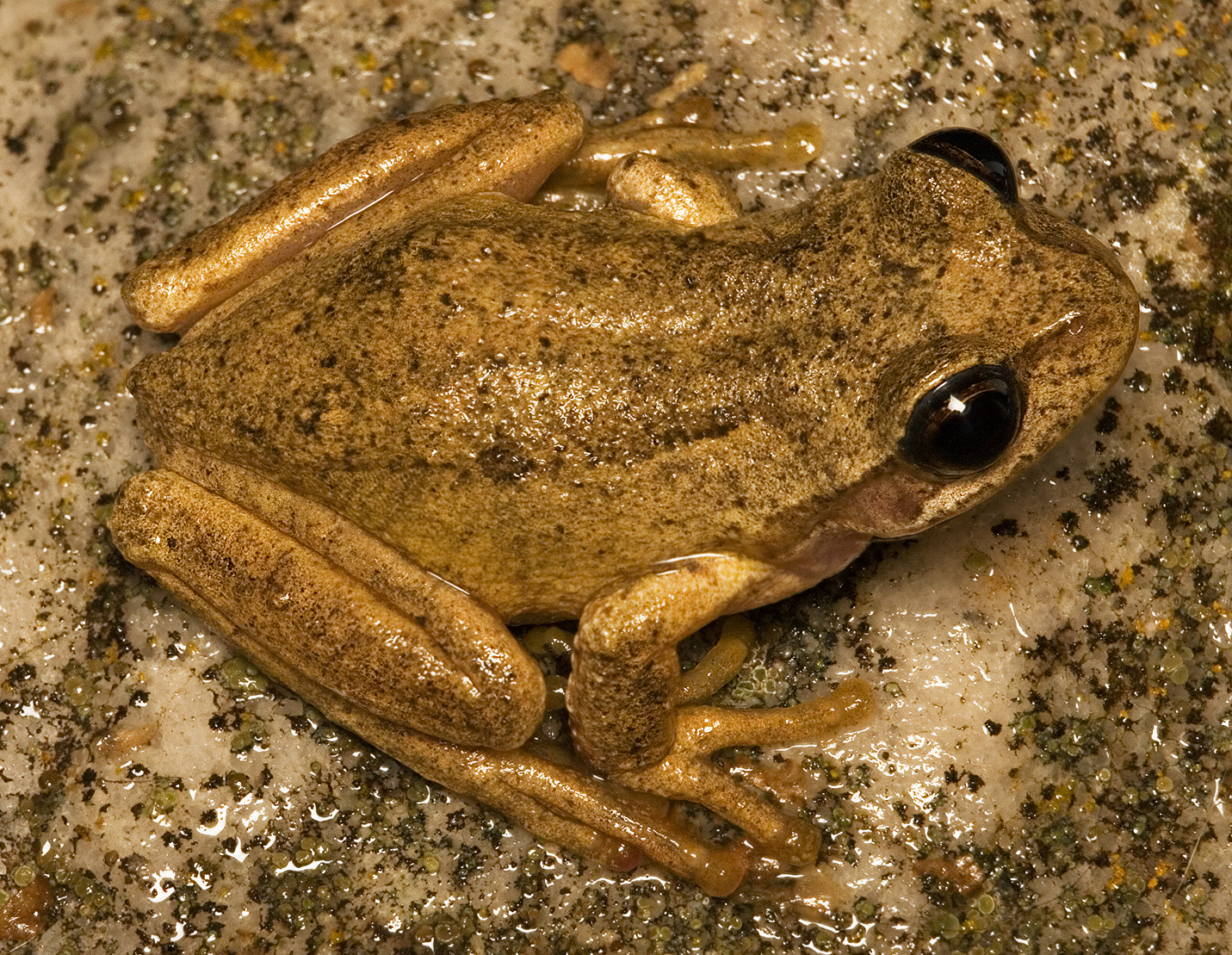
Litoria ewingii

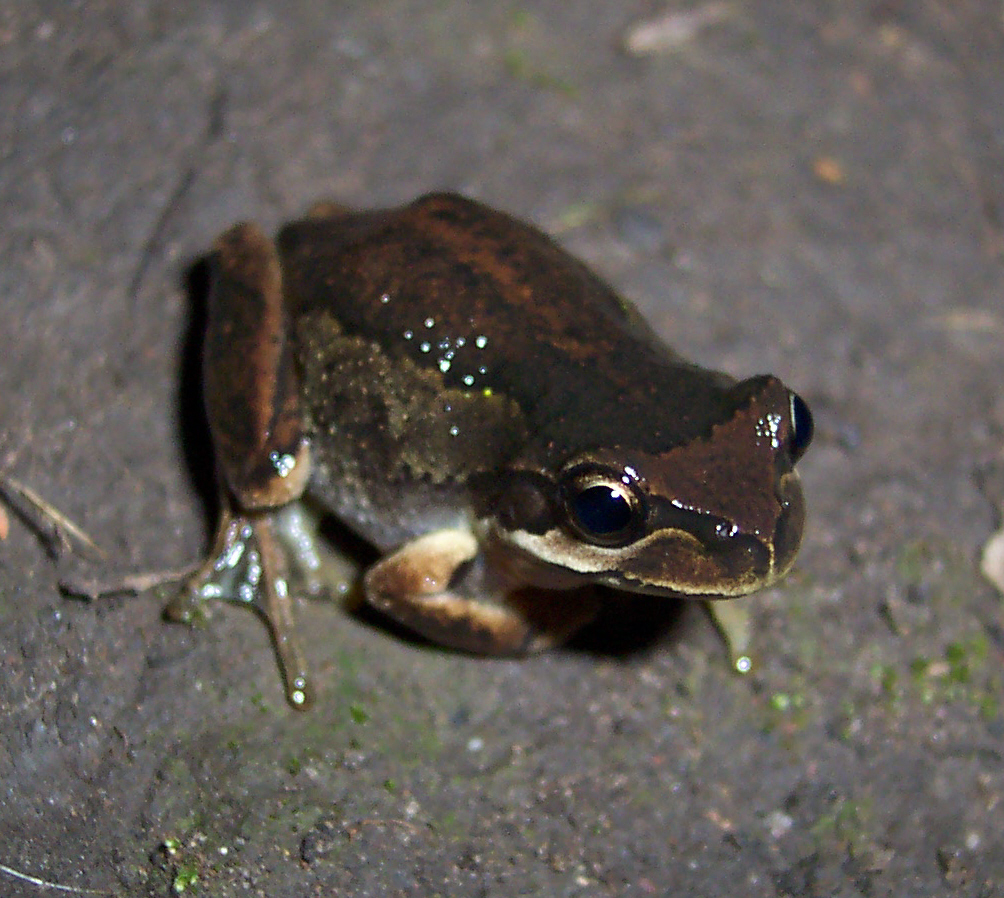
Litoria ewingii

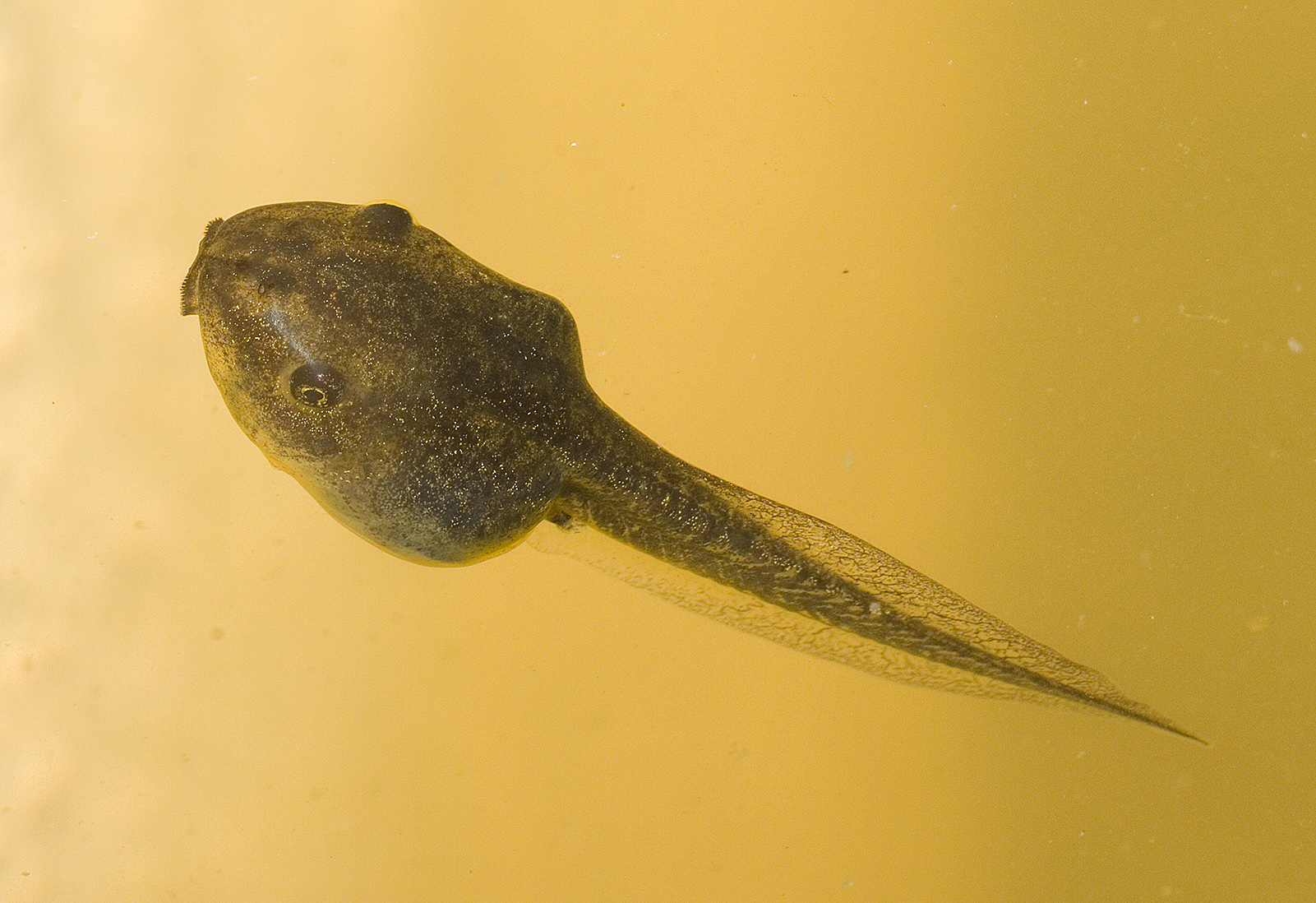
Têtard de Litoria ewingii

Les mâles mesurent de 22 à 40 mm et les femelles de 32 à 46 mm.

## Reproduction
La femelle pond de 500 à 700 œufs. La métamorphose se déroule après six à sept mois.

## Étymologie
Cette espèce est nommée en l'honneur de Thomas James Ewing (1813–1882).

## Publication originale
- Duméril & Bibron, 1841 : Erpétologie générale ou Histoire naturelle complète des reptiles, vol. 8, p. 1-792 (texte intégral).